# Västergarns utholme
Västergarns utholme este o arie protejată (arie specială de conservare — SAC, sit de importanță comunitară — SCI, arie de protecție specială avifaunistică — SPA) din Suedia întinsă pe o suprafață de 50,4 ha, integral pe uscat.

## Localizare
Centrul sitului Västergarns utholme este situat la coordonatele 57°26′03″N 18°05′31″E / 57.4342°N 18.092°E.

## Înființare
Situl Västergarns utholme a fost declarat arie de protecție specială avifaunistică în decembrie 1996 pentru a proteja 8 specii de animale. Alte tipuri de protecție:
- sit de importanță comunitară (în ianuarie 1997)
- arie specială de conservare (în martie 2011)[1][3][4]

## Biodiversitate
Situată în ecoregiunile boreală și marină baltică, aria protejată conține 4 habitate naturale: Pajiști cu Molinia pe soluri calcaroase, turboase sau argilos-nămoloase (Molinion caeruleae), Dune de coastă fixe cu vegetație erbacee („dune gri”), Vegetație perenă pe țărmurile stâncoase, Pajiști uscate seminaturale și facies de acoperire cu tufișuri pe substraturi calcaroase (Festuco-Brometalia) (* situri importante pentru orhidee).
La baza desemnării sitului se află mai multe specii protejate de  păsări (8): Branta bernicla, Branta leucopsis, cormoran mare (Phalacrocorax carbo), chiră mică (Sterna albifrons), pescăriță mare (Sterna caspia), chiră de baltă (Sterna hirundo), Sterna paradisaea, chiră de mare (Sterna sandvicensis).